# آرامگاه کشتگان جنگ چالدران

آرامگاه کشته‌شدگان جنگ چالدران

شهیدگاه

آرامگاه شهیدان جنگ چالدران یا شهیدگاه در محوطهٔ آرامگاه شیخ صفی‌الدین اردبیلی و شاه اسماعیل یکم –بنیان‌گذار دودمان صفویان– در شهر اردبیل واقع شده‌ است.
پس از پایان جنگ چالدران بین ایران و امپراتوری عثمانی، شاه اسماعیل یکم پیکر کشته‌شدگان نبرد را از دشت چالدران جمع‌آوری نمود و به اردبیل انتقال داد. این آرامگاه از زمان صفویان به بعد به شهیدگاه شهرت یافت. پیکرهای منتقل شده، طی مراسمی با حضور شاه اسماعیل یکم به خاک سپرده شدند.

## موزهٔ سنگ قبر
محل دفن کشته‌شدگان جنگ چالدران توسط وزارت میراث فرهنگی، گردشگری و صنایع دستی بازسازی شده و به عنوان «موزهٔ سنگ قبر جان‌باختگان جنگ چالدران» جهت بازدید عموم آماده شده‌ است.